# Диана и Актеон (картина Тициана)
«Диана и Актеон» (итал. Diana e Atteone) — картина венецианского художника Тициана, написанная в 1556—1559 годах. Картина входит в серию из 7 полотен, написанных Тицианом на мифологические темы по заказу Филиппа II Испанского в XVI веке. 
Входила в коллекцию Бриджуотера. На картине запечатлён момент мифа, когда Актеон неожиданно застаёт обнажённую Диану, вызвав гнев богини. Одна из величайших картин Тициана.
В 2008—2009 годах в результате общенациональной кампании в Великобритании картина была выкуплена национальными галереями в Эдинбурге и Лондоне и будет попеременно находиться в этих галереях в течение пятилетнего периода.

## История
Полотно «Диана и Актеон» является одним из семи знаменитых полотен Тициана, изображающих мифологические сцены из «Метаморфоз» Овидия, которые были написаны художником для Филиппа II Испанского. Картина оставалась в Испании до 1704 года, когда король Испании Филипп V подарил её французскому послу. Вскоре она оказалась в знаменитой коллекции Филиппа II, герцога Орлеанского, племянника Людовика XIV и регента Франции во время царствования малолетнего короля Людовика XV. После Французской революции коллекция была продана брюссельскому банкиру Филиппом, герцогом Орлеанским в 1791 году за 2 года до его казни. Коллекция была перевезена в Лондон для продажи и куплена синдикатом трёх аристократов, лидером которых был Фрэнсис Эгертон, 3-й герцог Бриджуотер, купивший большое количество полотен для себя, включая «Диана и Каллисто» и «Диана и Актеон» Тициана (из серии 7 картин по Овидию), 8 полотен Пуссена, 3 картины Рафаэля и «Автопортрет в возрасте 51 год» Рембрандта. 
Через 5 лет по смерти графа коллекция перешла к его племяннику Говеру, 1-му герцогу Сазерленду, который выставил её на всеобщее обозрение в своём лондонском доме в Вестминстере. С тех пор коллекция постоянно стала доступна для публики. В сентябре 1939 года с началом Второй мировой войны коллекция была перевезена из Лондона в Шотландию. С 1945 года эта коллекция из 26 картин (16 из них — из Орлеанской коллекции), получившая название «Сазерлендский заём», находится в аренде в Национальной галерее Шотландии в Эдинбурге. Картины Тициана «Диана и Каллисто» и «Диана и Актеон» вдохновляли многих художников, включая Уильяма Тёрнера и Люсьена Фрейда, причём последний описал эту пару полотен как «просто красивейшие картины в мире».

## Национальная кампания 2008—2009 годов
В 2000 году «Сазерлендская коллекция» перешла по наследству к Френсису Эгертону, 7-му герцогу Сазерленду и представляла собой главную часть его богатства. В 2003 году он продал картину Тициана «Венера Анадиомена» Национальной галерее Шотландии, а в 2007 году объявил, что хочет продать часть коллекции, чтобы диверсифицировать капитал. Он предложил пару «Диана и Каллисто» и «Диана и Актеон» Британским национальным галереям за 100 миллионов фунтов стерлингов (треть от оценочной рыночной цены картин), если к концу 2008 года они покажут, что способны собрать такую сумму, — иначе предполагал выставить их на аукцион. Национальная галерея Шотландии и Лондонская Национальная галерея заявили о сборе фонда в 50 млн фунтов стерлингов для выкупа сначала картины «Диана и Актеон» в течение 3 лет, а затем подобным же образом собрать деньги и для «Диана и Каллисто» с выплатой с 2013 года.
Несмотря на многочисленные трудности со сбором средств и критику акции, осуществляемой в период экономического кризиса, 2 февраля 2009 года было объявлено, что было собрано достаточно финансов для выкупа картины. Картина будет попеременно демонстрироваться в течение пятилетних периодов в национальных галереях в Эдинбурге и Лондоне.